# Candela Andújar Jiménez
Candela Andújar Jiménez   (Barberà del Vallès, 26 de març de 2000) fou una futbolista catalana que va jugar com a davantera al FC Barcelona i alValencia CF de Primera Divisió.

## Carrera
Va començar la seva carrera als 7 anys com a portera al Barberà Andalucía, jugant amb nois. Després de 4 anys es va incorporar al CE Sant Gabriel i hi va passar una temporada, aquesta vegada en posició de migcampista i només al costat de noies joves. Va començar la seva carrera al FC Barcelona a principis de la temporada 2012-2013, després que els exploradors del club la descobrissin per les seves actuacions a la selecció sub-12 de Catalunya. Al Barça va ser utilitzada més com a lateral i davantera. Va jugar el seu primer partit oficial amb l'equip sènior el 6 de desembre de 2017 contra el Sevilla als 17 anys, després de la seva formació constant al Barça B, on havia marcat 11 gols en 12 partits, durant en mitja temporada.
Al juny del 2020, Andújar va signar una pròrroga del contracte per continuar al Barcelona fins al 2022. El juliol es va fer oficial la seva cessió al València. Al juny de 2022 finalitza la seva cessió i també contracte i comunica la seva retirada.
Va ser convocada per primera vegada a jugar a la selecció nacional sub-16 el febrer de 2015, en un torneig de desenvolupament. Va formar part de les seleccions espanyoles sub-17 que van aconseguir la segona posició del Campionat femení sub-17 femení de la UEFA el 2016 i el 2017. Cada vegada es guanyava un lloc a l'equip ideal del torneig.
Andújar també va ser una de les jugadores clau de la selecció nacional sub-17 a la Copa Mundial Femenina Sub-17 del 2016. Al final del torneig, va ser una de les 10 candidates a la Pilota d'Or, que va perdre contra la japonesa Fuka Nagano.

## Honors
Barcelona B
- Segona Divisió, grup III : 2016–17

FC Barcelona
- Primera Divisió: Campiones, 2019-20
- Lliga de Campions femenina de la UEFA: subcampiones, 2018-19
- Supercopa Femenina: Campiones, 2020

Internacional
- Copa del Món femenina sub-17 de la FIFA: tercer lloc: 2016
- Campionat femení sub-17 femení de la UEFA: subcampiones: 2016, 2017